# Brukskonst

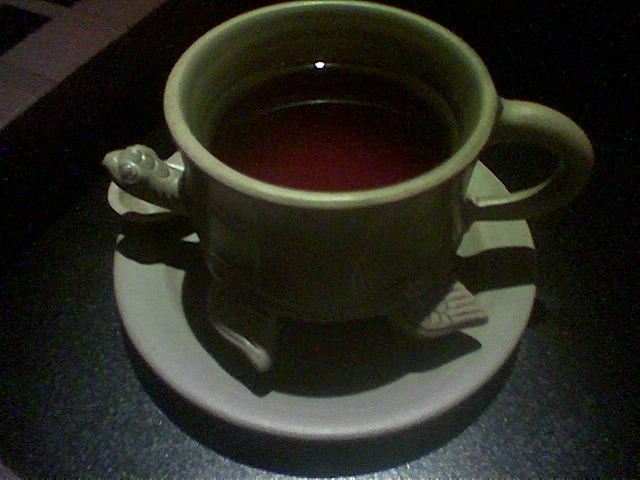
Exempel på en kopp med en sköldpadda avbildad.

Brukskonst, nyttokonst, förr tillämpad konst är tillämpandet av formgivning och estetik till funktionella och vardagliga objekt. Medan de sköna konsterna fungerar som en intellektuell stimulering för beskådaren eller den akademiska mottagligheten, innehåller brukskonsten formgivning och kreativa ideal för nyttoföremål, såsom koppar, tidningar eller dekorativa parkbänkar.
Områdena industridesign, grafisk formgivning, formgivning av kläder, inredning och funktionell konst anses tillhöra brukskonsten. I en kreativ och/eller abstrakt kontext anses även arkitektur och fotografi tillhöra brukskonsten. Vissa sidor av utbildning, såsom lärares undervisning, anses vara brukskonst medan andra anses vara tillämpad vetenskap. Områden i brukskonst innehåller ibland samma studier, metoder och teknologier som tillämpad vetenskap.

## Kultur
Sedan Arts and Crafts Movement kring år 1900 har brukskonsten ökat i betydelse och igenkännighet. En av de mest kända skolorna inom brukskonst är Bauhaus.

## Samling
Många konstobjekt inom brukskonsten har blivit eftertraktade objekt för samlare, exempelvis leksaker, bilar och elgitarrer.